# Krasnińskie osiedle miejskie
Krasnińskie osiedle miejskie (ros. Краснинское городское поселение) – rosyjska jednostka administracyjna (osiedle miejskie) wchodząca w skład rejonu krasninskiego (Obwód smoleński).
Centrum administracyjnym osiedla miejskiego jest osiedle typu miejskiego Krasnyj.

## Geografia
Powierzchnia osiedla miejskiego wynosi 70,34 km², a jego głównymi rzekami są Wietiesna i Dubrawa. Przez terytorium jednostki przechodzi droga federalna R135 (Smoleńsk – Krasnyj – Gusino).

## Historia
Osiedle powstało na mocy uchwały obwodu smoleńskiego z 1 grudnia 2004 r..

## Demografia
W 2020 roku osiedle miejskie zamieszkiwało 4173 mieszkańców.

## Miejscowości
W skład jednostki administracyjnej wchodzi 7 miejscowości, w tym jedno osiedle (Krasnyj) i 9 wsi (ros. деревня, trb. dieriewnia) (Bolszaja Dobraja, Bujanowo, Chrapowo, Krasnyj, Kućkowo, Sorokino, Załużeczje).